# Abdij van Aubazine
De Abdij van Aubazine is een voormalige cisterciëncer abdij in de Franse gemeente Aubazine. De abdij werd gesticht in de 12e eeuw en in de abdijkerk zijn glasramen uit deze periode bewaard gebleven. In de 19e en 20e eeuw was er in de kloostergebouwen een katholiek weeshuis gevestigd, waar Gabrielle Chanel (Coco Chanel) rond 1900 haar jeugd doorbracht.

## Geschiedenis
De abdij werd gesticht in de eerste helft van de 12e eeuw op een beboste hoogvlakte, op een hoogte van 300 meter. Stichter was de heilige Étienne d'Obazine, die in de abdijkerk begraven werd. Om de abdij van water te voorzien moest het water van een hoger gelegen bron worden omgeleid. Hiervoor werd het Canal des Moines aangelegd, een aquaduct dat muren tot 40 meter hoog heeft. Het water voedde een visvijver en werd ook gebruikt om een watermolen en een ijzersmederij aan te drijven. De cisterciënzers konden zo in betrekkelijke autarkie leven in Aubazine.
Tijdens de Franse Revolutie werd de abdij afgeschaft. Een rijke dame uit de streek kocht de abdijgebouwen en richtte er een weeshuis in, dat werd geleid door de kloosterorde Filles du Saint-Coeur de Marie. Vanaf 1895 verbleven Gabrielle Chanel, de latere modeontwerpster Coco Chanel, en haar twee zussen in het weeshuis na de dood van hun moeder. Chanel verbleef acht jaar in het weeshuis en bezocht in haar latere leven nog regelmatig haar 'tantes' in het klooster.

## Gebouwen
De abdijkerk is beroemd om haar authentieke, 12e-eeuwse glasramen. Deze glasramen zijn niet figuratief. Verder bevat de kerk de 13e-eeuwse graftombe van de heilige Étienne d'Obazine. Deze rijk versierde tombe met een gisant van de stichter werd geschonken door koning Lodewijk IX van Frankrijk. De kloostergebouwen bevatten een slaapzaal, de keuken, de kapittelzaal en het scriptorium. Daarnaast zijn er het aquaduct en de visvijver.

## Galerij

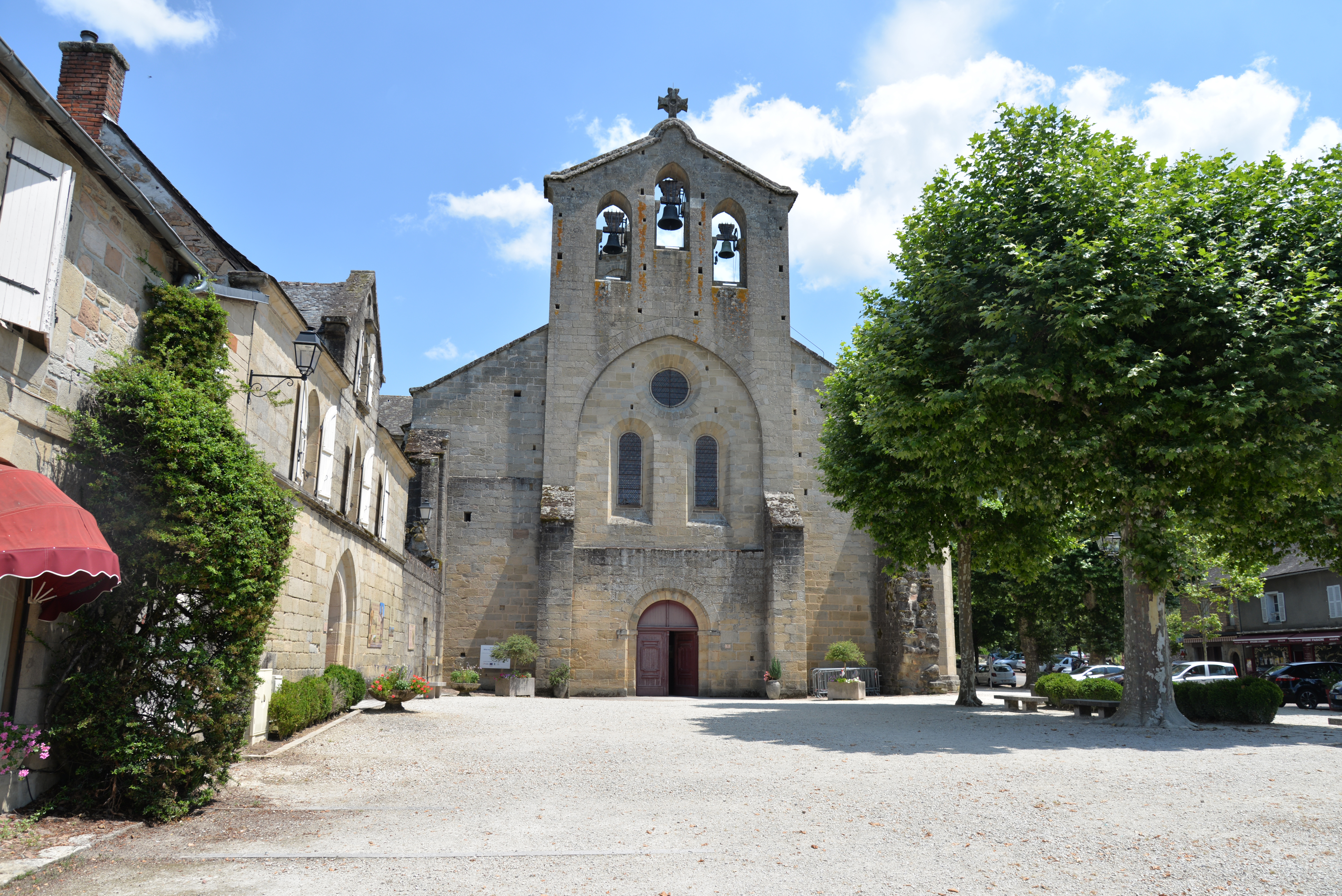
Abdijkerk
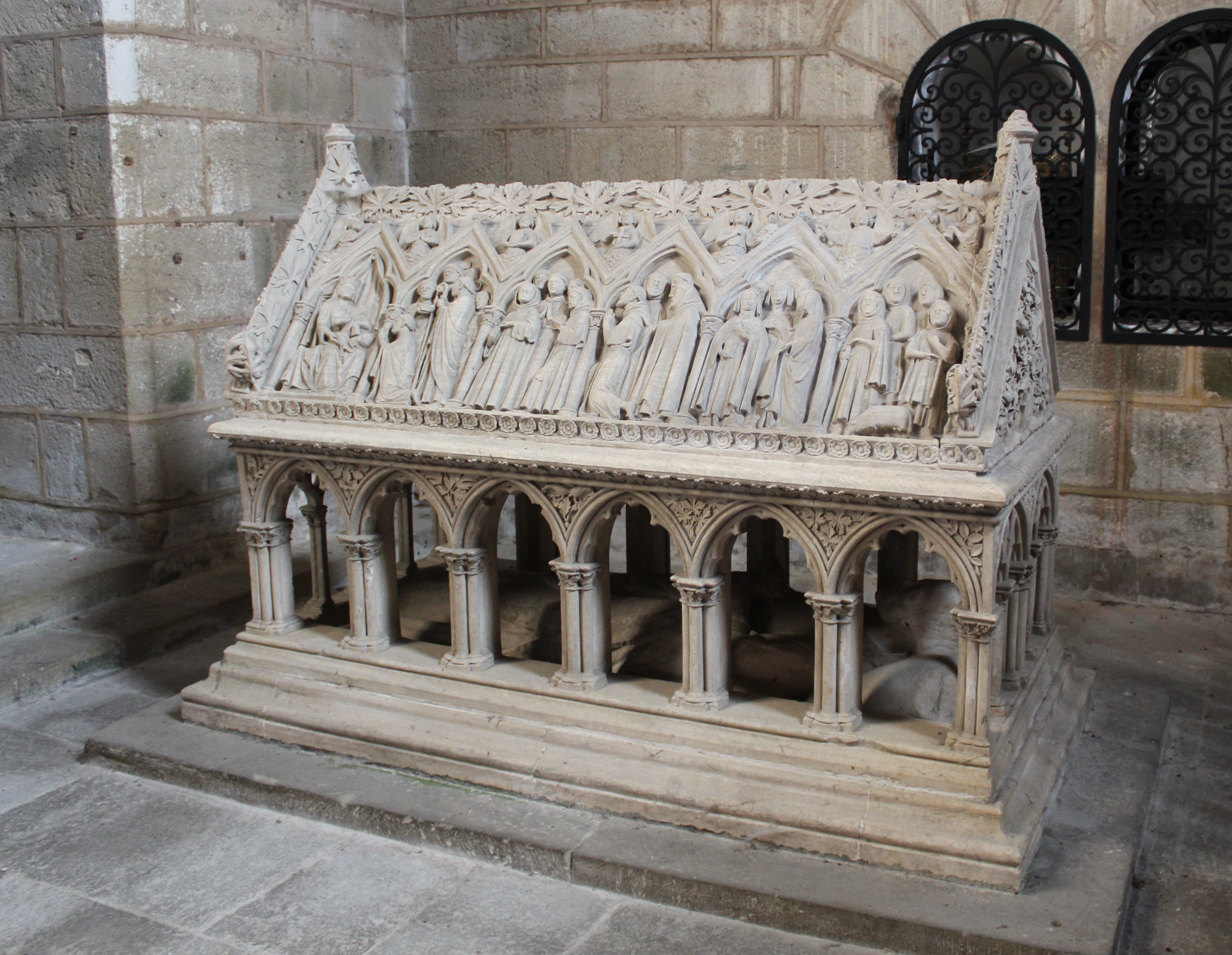
Graftombe van Étienne d'Obazine
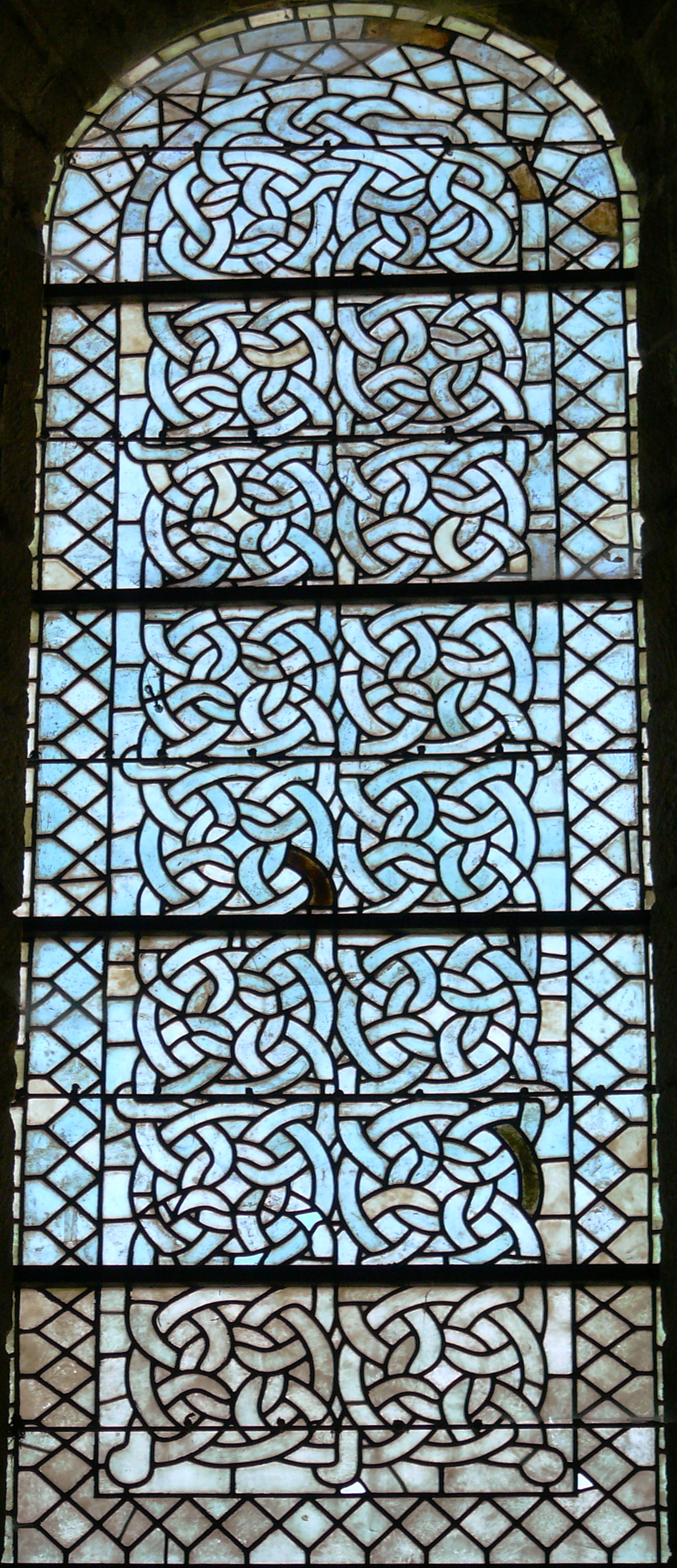
Glasraam in de kerk
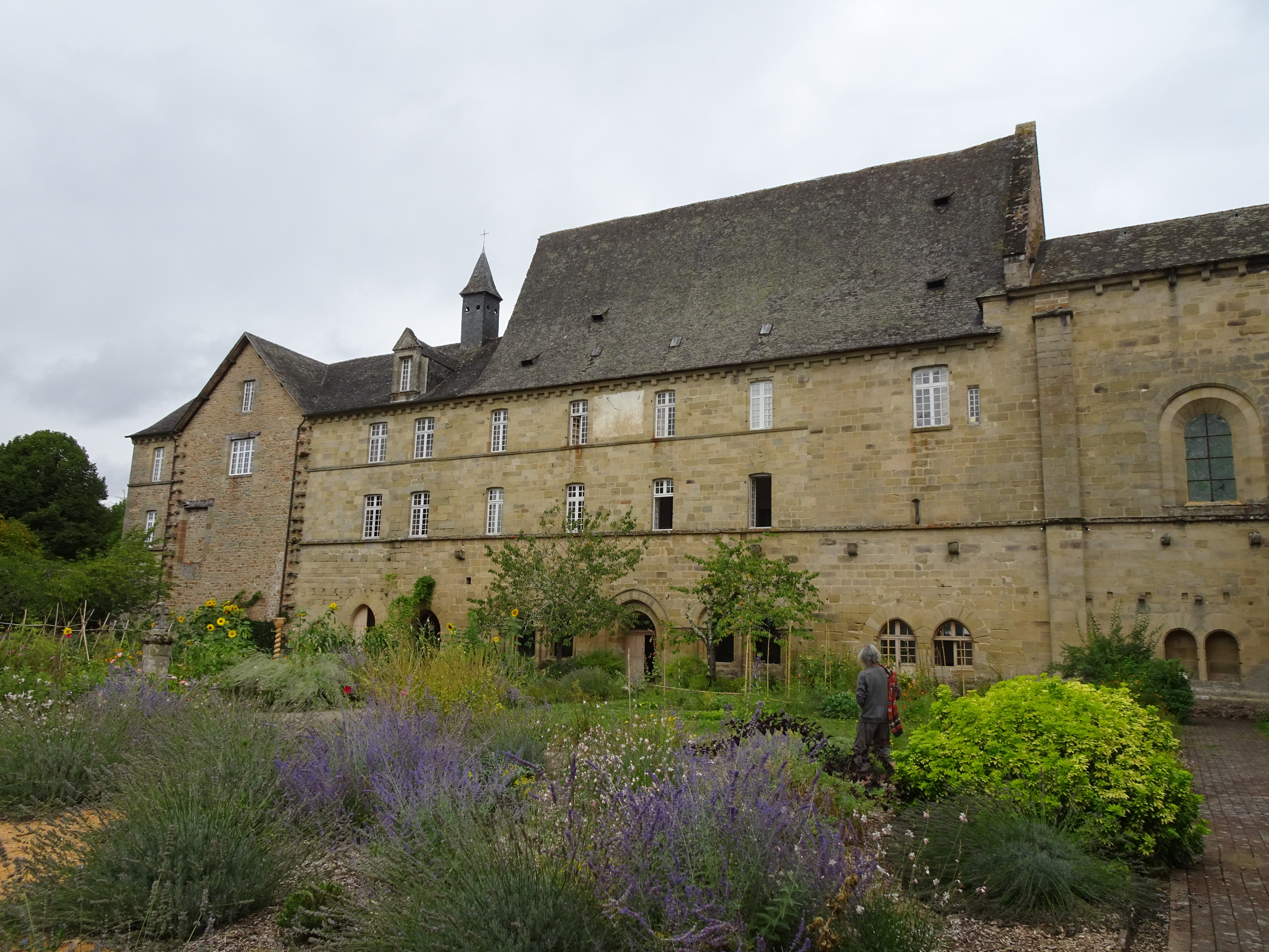
Klooster
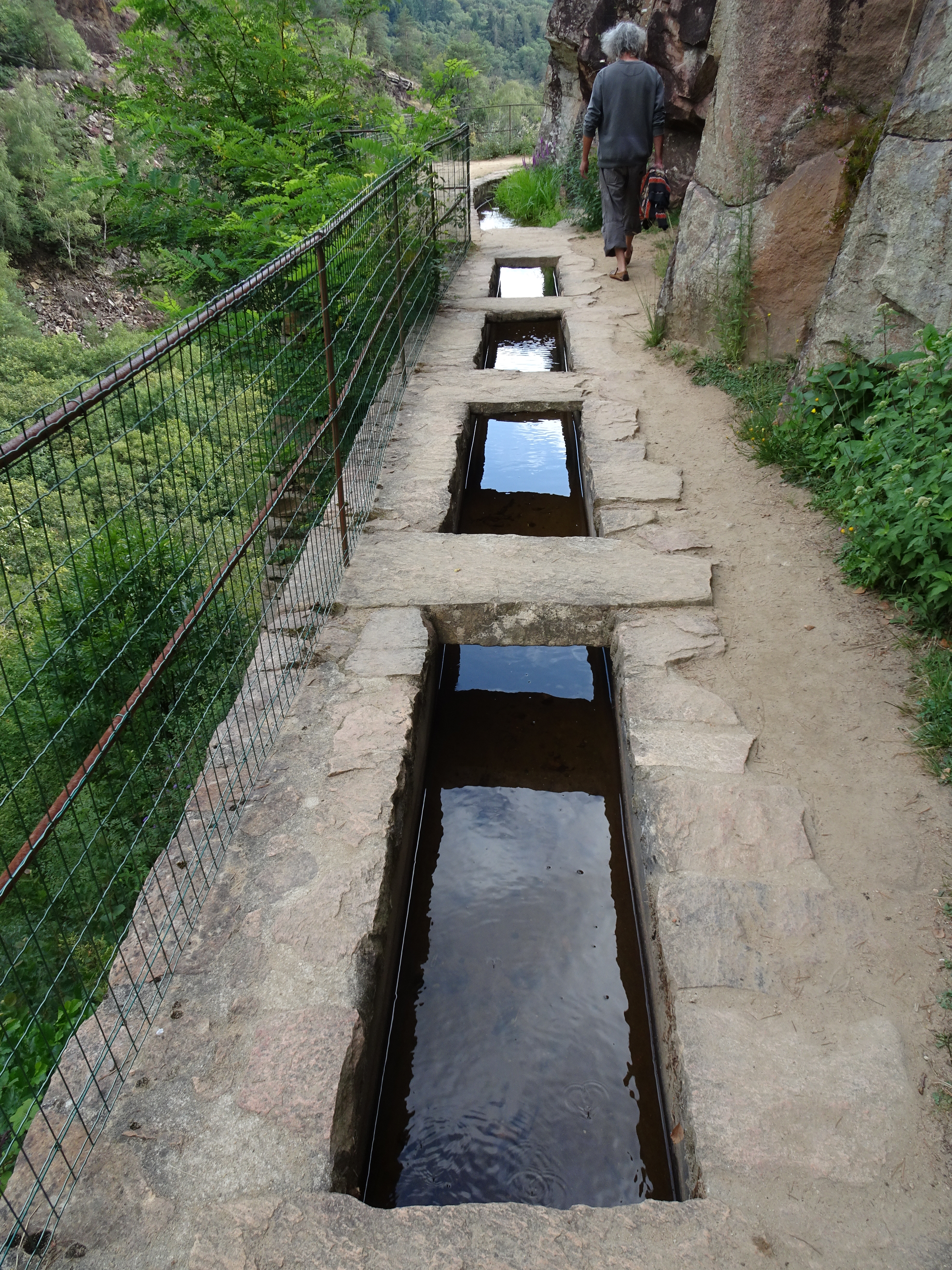
Canal des Moines